# اچ‌ام‌اس ایگل (۱۸۰۴)
اچ‌ام‌اس ایگل (۱۸۰۴) (به انگلیسی: HMS Eagle (1804)) یک کشتی با طول ۱۷۴ فوت (۵۳ متر) بود. این کشتی در سال ۱۸۰۴ ساخته شد.